# Product Placement (Album)
Product Placement ist ein Mixalbum von DJ Shadow und Cut Chemist, das stilistisch dem Turntablism zuzuordnen ist.

## Aufnahme
DJ Shadow und Cut Chemist mixten für Product Placement aus rund 130 7″-Singles zwei Tracks zusammen, die jeweils etwa eine halbe Stunde lang sind. Dafür verwendeten sie vor allem Songs aus den Genres Funk und Soul, vereinzelt sind auch Rock und Hip-Hop zu hören. Außerdem fügten sie – ganz im Sinne des Albumtitels – einige Jingles hinzu, von denen einer etwa die Vorzüge des Kochens mit Gas anpreist: “Gas is so hot. It’s not on, when it’s off. We all cook better, when we’re cookin’ with gas.”
Die meisten Songs, die in dem Mix enthalten sind, wurden ursprünglich von eher unbekannten Interpreten aufgenommen. Einige wurden aber auch von sehr bekannten Musikern wie James Brown, Kool & The Gang, The Commodores, Melle Mel oder LL Cool J eingespielt.
Von vielen Songs sind nur Fragmente zu hören, die die beiden DJs mit ihren Turntables und Mixern zudem mit verschiedenen Techniken wie Scratching oder Beatjuggling modifizierten.

## Veröffentlichung und Varianten
Product Placement wurde erstmals im Jahr 2001 vom Label One29 Recordings auf CD veröffentlicht, diese Auflage war auf 6000 Exemplare limitiert. In den folgenden Jahren wurden zudem mehrere Bootlegs des Albums publiziert; auch auf LP.
Ergänzend zu Product Placement sind in den Jahren 2002 beziehungsweise 2004 die Kompilation Product Placement Breaks und das Livealbum Product Placement on Tour erschienen.

## Vorgänger und Nachfolger
Product Placement ist Teil einer Serie von insgesamt vier Mixalben, die DJ Shadow und Cut Chemist zusammen veröffentlicht haben. Vorgänger war Brainfreeze aus dem Jahr 1999, Nachfolger waren The Hard Sell und The Hard Sell (Encore) aus den Jahren 2007 beziehungsweise 2008.

## Rezeption
In der Musikdatenbank Allmusic wird  Product Placement mit viereinhalb von fünf möglichen Sternen geführt.
Die Musikzeitschrift New Musical Express vergab acht von zehn Punkten an das Album – in der dortigen Rezension ist unter anderem zu lesen: „Autsch. Diese Platte ist so cool, dass es weh tut.“